# Monique Aubry
Pour les articles homonymes, voir Aubry et Tétreau.
Monique Aubry (née Marie Bernadette Monique Tétreau) est une actrice québécoise, née à Trois-Pistoles le 13 octobre 1921 et morte le 31 août 2017 à Granby. Elle était la fille de Joseph Hida Tétreau, voyageur de commerce, et d'Anne-Marie Fortin.

## Biographie
Monique Aubry fait ses premiers pas à la télévision dans l'émission jeunesse La Boîte à Surprise de Radio-Canada. Elle participe ensuite à plusieurs séries télévisées du même diffuseur.
Elle est surtout célèbre pour avoir incarné, dans le téléroman Le Temps d'une paix de Pierre Gauvreau, le rôle de Mémère Bouchard. Personnage symbole de la tradition, Mémère Bouchard est dans le récit dramatique la plus vieille femme de toute la paroisse et la comédienne joue le rôle avec une sensibilité qui lui vaut, en 1988, le Prix Gémeau, Meilleure interprétation féminine rôle de soutien : dramatique.
Le décès de la comédienne survient quelques mois seulement après ceux de Nicole Leblanc et Paul Hébert, qui jouaient respectivement Rose-Anna et Siméon dans Le Temps d'une paix.

## Filmographie
- 1959 : La Boîte à Surprise (série télévisée) : Mme Colorature
- 1963 : Ti-Jean Caribou (série télévisée)
- 1968 : Le Paradis terrestre (série télévisée) : Mme Guimond
- 1976 : Parlez-nous d'amour
- 1978 : Race de monde (série télévisée) : Mathilde Beauchemin
- 1980 : Le Temps d'une paix (série télévisée) : Mémère Bouchard
- 1984 : Le 101, ouest, avenue des Pins (série télévisée) : Mme Durand
- 1990 : Cormoran (série télévisée) : Victoria

## Récompense
- 1988 - Prix Gémeau, Meilleure interprétation féminine rôle de soutien : dramatique